# Teatro dei luoghi

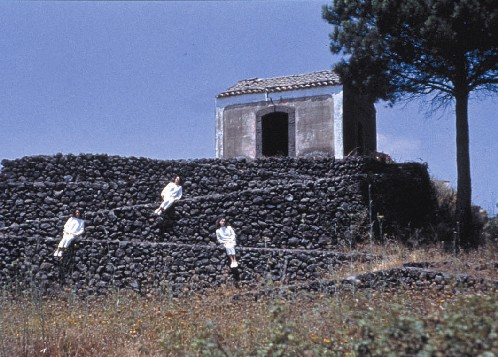
Il Pudore Bene in Vista, regia F. Crisafulli, 1991

Il teatro dei luoghi è un particolare tipo di approccio alla creazione teatrale che assume il luogo come matrice della costruzione dello spettacolo. In sostanza, al luogo, inteso come insieme vivo e complesso di presenze, manufatti, relazioni, memorie, viene affidato un ruolo generativo simile a quello che, nel teatro tradizionale di drammaturgia, è proprio del testo.
Come ha scritto Fabrizio Crisafulli, il regista che negli anni Novanta ha dato nome a tale approccio, definendone con i suoi spettacoli le modalità, il “teatro dei luoghi” “assume il sito non come ‘scena’, magari per pezzi preparati altrove, ma quale elemento strutturante la creazione teatrale nel suo complesso. Non solamente nei suoi aspetti visivi e spaziali, ma anche per quanto riguarda i testi, le azioni, il movimento, i ritmi, i suoni”.

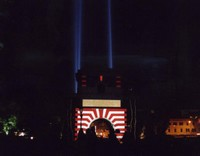
Installazione di luce di F. Crisafulli a Ponte Milvio, 2003